# 杜卡拉-阿卜達大區
杜卡拉-阿卜達大區（阿拉伯语：‎）是摩洛哥西部，1997年至2015年间存在的一個大區，西臨大西洋。面積13,285平方公里。2004年人口1,984,039人。首府薩菲。
下轄：杰迪达省、西迪本努尔省、萨菲省、优素菲耶省。